# Anneslia fulgens
Anneslia fulgens là một loài thực vật có hoa trong họ Đậu. Loài này được (Hook. f.) Britton & Rose mô tả khoa học đầu tiên năm 1928.